# Мечеть Омара (Вифлеем)
Мечеть Омара (Вифлеем) (араб. مسجد عمر‎) — самая старая мечеть в городе Вифлееме. Мечеть называли в честь Омара (Умара) ибн аль-Хатабба (581—644), второй халиф.

## История
Захватив Иерусалим, Омар поехал в Вифлеем, в 637 нашей эры, чтобы выпустить закон, который гарантирует уважение к святыням, и безопасность для христиан и духовенства. Спустя всего четыре года после смерти пророка Мухаммеда, Омар, по преданию, молился на месте, где сейчас расположена мечеть.
Мечеть была построена в 1860, претерпела реконструкцию в 1955, во время иорданского контроля над городом. Земля, используемая для её строительства, была пожертвована греческой православной церковью.